# 中野富士見町站
中野富士見町站（日语：／ Nakano-fujimichō eki */?）是位於日本東京都中野區彌生町五丁目，屬於東京地下鐵丸之內線（分岐線）的鐵路車站。車站編號是Mb 04（至2016年11月中旬以前是m 04）。

## 歷史
- 1961年（昭和36年）2月8日：作為營團地下鐵荻窪線支線的車站開業。
- 1972年（昭和47年）4月1日：荻窪線支線改稱丸之內線支線。
- 2004年（平成16年）
  - 4月1日：營團地下鐵民營化，由東京地下鐵繼承本車站。
  - 5月8日：1、2號線月台門與2號線可動式踏板啟用[3]。
- 2007年（平成19年）1月30日：電梯設置工程竣工，開始運作。
- 2016年（平成28年）
  - 11月：為提升訪日外國旅客的便利性行，車站編號從m改為Mb（Marunouchi branch line）[2]。

### 站名由來
由舊地名「富士見町」冠上「中野」命名為「中野富士見町」。富士見町在實施住居表示時與其他町合併為彌生町。

## 車站構造
側式月台2面2線之地下車站。設有可動式月台門。月台與剪票口之間設有電梯。
廁所原先在付費區內，自開業以來一直是男女共用，2009年9月15日起在付費區外新設男女獨立廁所。

### 月台配置
| 月台 | 路線     | 目的地                         |
| ---- | -------- | ------------------------------ |
| 1    | 丸之內線 | 往方南町                       |
| 2    | 丸之內線 | 中野坂上、荻窪、新宿、池袋方向 |

（來源：東京地下鐵:構內圖 （页面存档备份，存于））
本站是中野檢車區最近的車站，由於下一站方南町站月台無法停靠6輛編組列車，因此早晚有本站起訖的6輛編組本線直通列車。另外，早晨有本站往荻窪、末班車有荻窪往本站的班次。

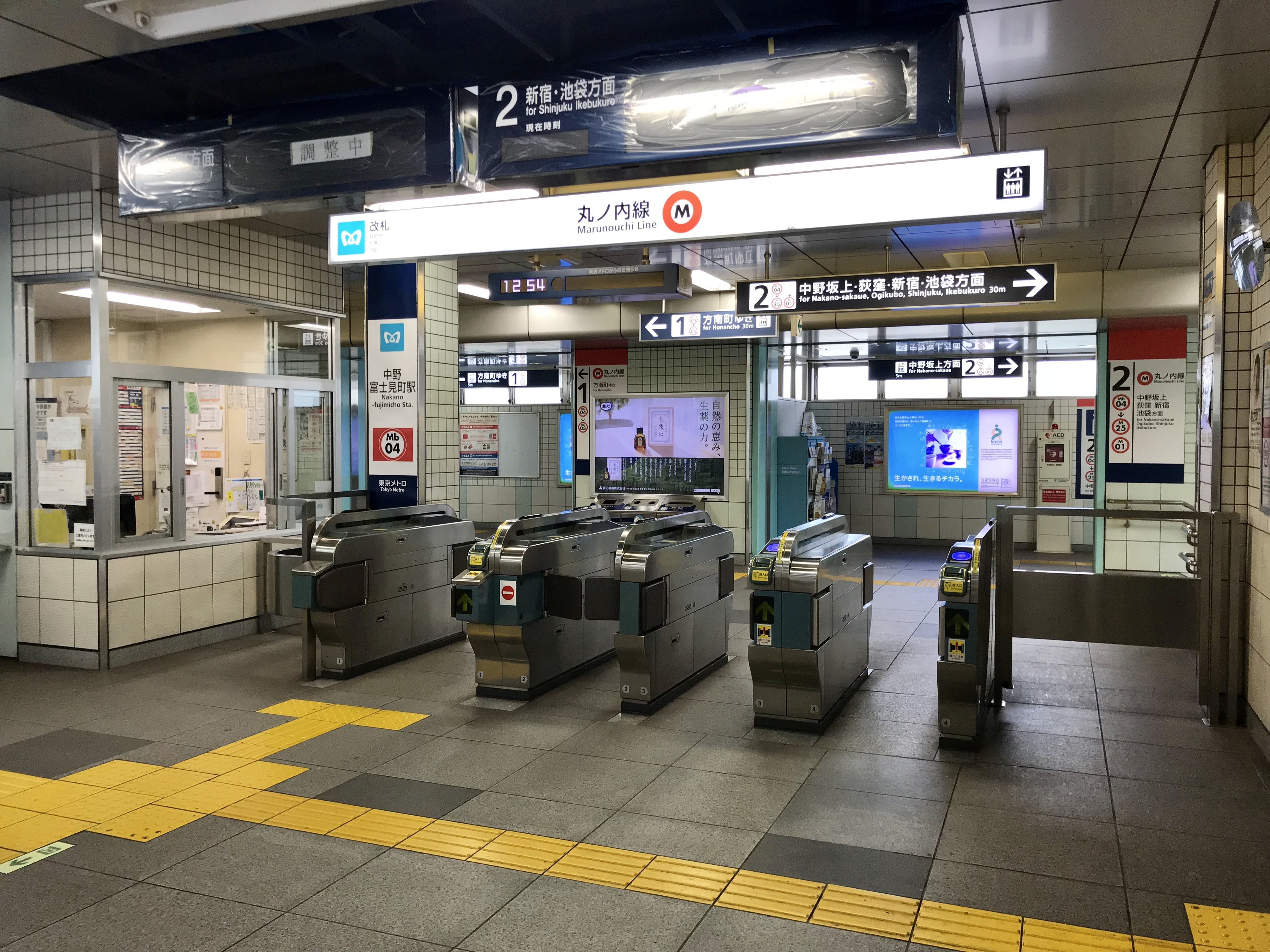
閘口（2018年9月14日）
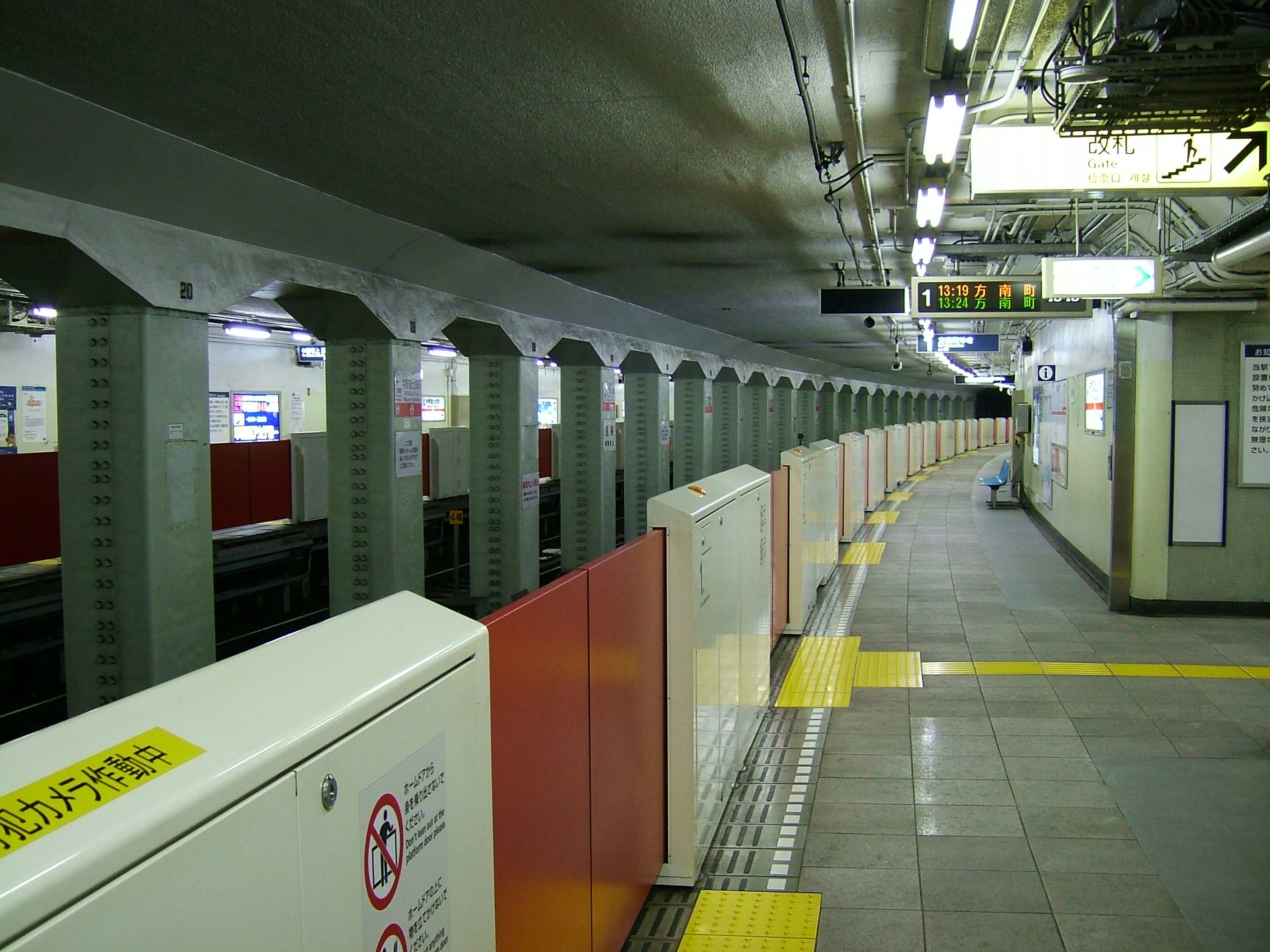
翻新前月台（2006年12月20日）
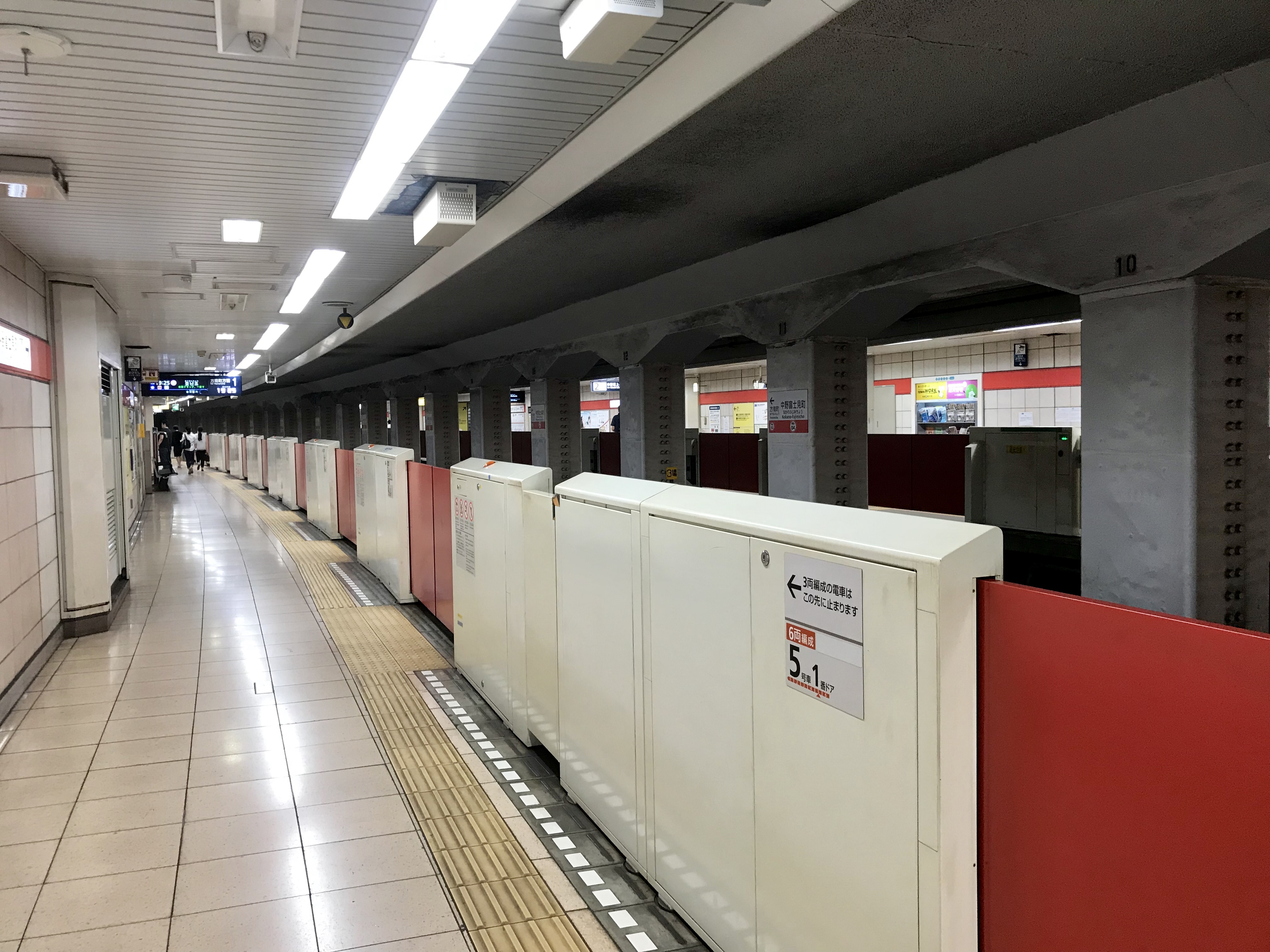
翻新後月台（2019年8月29日）

## 利用狀況
2017年度1日平均上下車人次為19,481人，東京地下鐵全部130個車站當中排名第125位。
近年1日平均上下車、上車人次變化如下表。
| 年度               | 1日平均 上下車人次 | 1日平均 上車人次 | 來源     |
| ------------------ | ------------------ | ---------------- | -------- |
| 1992年（平成04年） |                    | 9,682            | [ * 1 ]  |
| 1993年（平成05年） |                    | 9,595            | [ * 2 ]  |
| 1994年（平成06年） |                    | 9,321            | [ * 3 ]  |
| 1995年（平成07年） |                    | 9,189            | [ * 4 ]  |
| 1996年（平成08年） |                    | 9,022            | [ * 5 ]  |
| 1997年（平成09年） |                    | 9,038            | [ * 6 ]  |
| 1998年（平成10年） |                    | 9,151            | [ * 7 ]  |
| 1999年（平成11年） |                    | 8,986            | [ * 8 ]  |
| 2000年（平成12年） | 17,419             | 8,995            | [ * 9 ]  |
| 2001年（平成13年） | 17,591             | 9,052            | [ * 10 ] |
| 2002年（平成14年） | 17,747             | 9,011            | [ * 11 ] |
| 2003年（平成15年） | 17,809             | 9,066            | [ * 12 ] |
| 2004年（平成16年） | 17,496             | 8,934            | [ * 13 ] |
| 2005年（平成17年） | 17,220             | 8,729            | [ * 14 ] |
| 2006年（平成18年） | 17,092             | 8,658            | [ * 15 ] |
| 2007年（平成19年） | 17,292             | 8,760            | [ * 16 ] |
| 2008年（平成20年） | 17,833             | 9,038            | [ * 17 ] |
| 2009年（平成21年） | 17,950             | 9,121            | [ * 18 ] |
| 2010年（平成22年） | 17,988             | 9,112            | [ * 19 ] |
| 2011年（平成23年） | 17,671             | 8,994            | [ * 20 ] |
| 2012年（平成24年） | 17,575             | 8,885            | [ * 21 ] |
| 2013年（平成25年） | 18,285             | 9,252            | [ * 22 ] |
| 2014年（平成26年） | 18,167             | 9,178            | [ * 23 ] |
| 2015年（平成27年） | 18,741             | 9,456            | [ * 24 ] |
| 2016年（平成28年） | 19,025             | 9,600            | [ * 25 ] |
| 2017年（平成29年） | 19,481             |                  |          |

## 車站周邊
車站雖位在中野區，但靠近杉並區。
- 東京地下鐵中野車輛基地（日语：中野車両基地）
- 東京地下鐵研修中心
- 中野區鍋橫區民活動中心
- 中野區役所（日语：中野区役所）南中野地域事務所、南中野區民活動中心
- 中野區立南台圖書館（日语：中野区立図書館）
- 東京都立富士高等學校、附屬中學校（日语：東京都立富士高等学校・附属中学校）
- 中野本町五郵便局
- 中野南台二郵便局
- 京王巴士東中野營業所（日语：京王バス東・中野営業所）
- 中野通（日语：東京都道420号鮫洲大山線）
- 神田川
- 杉並能樂堂
- 立正佼成會設施
  - 佼成會通商店會

## 巴士路線
以下路線由京王巴士東運行。

### 中野車庫
- 宿41系統、宿45系統：經六號通往新宿站西口
- 宿45系統、澀63系統、中81系統：經杉山公園往中野站
- 澀63系統：經幡谷往澀谷站
- 澀64系統：經中野坂上站往中野站
- 澀64系統：經彌生町一丁目往澀谷站
- 中71系統：經鍋屋橫丁（日语：鍋屋横丁）往中野站
- 中71系統：經佼成會聖堂往永福町
- 中81系統：代田橋循環

### 中野富士見町站入口
- 中71系統：經鍋屋橫丁往中野站
- 中71系統：經佼成會聖堂往永福町

### 佼成行学園
- 宿32系統：經多田小學校、西新宿五丁目站往新宿站西口
- 宿32系統：往佼成會聖堂
- 宿35系統：往佼成醫院
- 宿35系統：經多田小學校、西新宿五丁目站往新宿站西口

## 相鄰車站
東京地下鐵
 丸之內線
方南町（Mb 03）－中野富士見町（Mb 04）－中野新橋（Mb 05）

### 來源
東京都統計年鑑
1. ↑  .   [2017-03-11]. （原始内容存档于2013-08-15）.
2. ↑  .   [2017-03-11]. （原始内容存档于2013-02-03）.
3. ↑  .   [2017-03-11]. （原始内容存档于2013-02-03）.
4. ↑  .   [2017-03-11]. （原始内容存档于2013-02-03）.
5. ↑  .   [2017-03-11]. （原始内容存档于2013-02-03）.
6. ↑  .   [2017-03-11]. （原始内容存档于2016-03-04）.
7. ↑  東京都統計年鑑（平成10年）PDF
8. ↑  東京都統計年鑑（平成11年）PDF
9. ↑  .   [2017-03-11]. （原始内容存档于2016-03-04）.
10. ↑  .   [2017-03-11]. （原始内容存档于2016-03-04）.
11. ↑  .   [2017-03-11]. （原始内容存档于2017-07-29）.
12. ↑  .   [2017-03-11]. （原始内容存档于2017-07-29）.
13. ↑  .   [2017-03-11]. （原始内容存档于2017-07-29）.
14. ↑  .   [2017-03-11]. （原始内容存档于2017-07-29）.
15. ↑  .   [2017-03-11]. （原始内容存档于2017-07-29）.
16. ↑  .   [2017-03-11]. （原始内容存档于2017-07-29）.
17. ↑  .   [2017-03-11]. （原始内容存档于2017-07-29）.
18. ↑  .   [2017-03-11]. （原始内容存档于2016-03-26）.
19. ↑  .   [2017-03-11]. （原始内容存档于2016-03-27）.
20. ↑  .   [2017-03-11]. （原始内容存档于2016-03-25）.
21. ↑  .   [2017-03-11]. （原始内容存档于2016-03-27）.
22. ↑  .   [2017-03-11]. （原始内容存档于2016-03-22）.
23. ↑  .   [2017-03-11]. （原始内容存档于2017-07-30）.
24. ↑  .   [2019-01-06]. （原始内容存档于2018-11-09）.
25. ↑  .   [2019-01-06]. （原始内容存档于2019-05-02）.

## 外部連結
- 中野富士見町/Mb04 | 路線・車站資訊 | 東京地下鐵